# 오윤석 (핸드볼 선수)
오윤석(吳允錫, 1984년 3월 1일 ~ )은 대한민국 핸드볼 국가대표 선수이다.

## 경력
- 2004년 하계 올림픽 남자 핸드볼 국가대표
- 2010년 아시안 게임 남자 핸드볼 국가대표
- 2014년 아시안 게임 남자 핸드볼 국가대표

## 수상
- 2010년 아시안 게임 남자 핸드볼 금메달
- 2014년 아시안 게임 남자 핸드볼 은메달